# ISO/IEC 4909
ISO/IEC 4909は金融機関カード（銀行キャッシュカードやクレジットカード）の磁気ストライプ・第3トラックのデータ構造を定めた国際規格である。

## 解説
金融機関カード裏面の磁気ストライプには、以下の3本のトラックがある。
- 第1トラック (IATA) : 氏名および口座番号などの情報を記録。読み出し専用
- 第2トラック (ABA) : 口座番号などの情報を記録。読み出し専用
- 第3トラック (THRIFT) : 口座番号などとトランザクション情報を記録。書き換え用

第1トラック、第2トラックのデータ構造はISO/IEC 7813で規定されている。ISO/IEC 4909では、第3トラックの情報を規定する。
第3トラックは、データをエンコードして保有している。他のトラックとは異なり取引の情報を記録するため、トランザクションが発生するたびにデータ構造を書き換える。ただし、日本の金融機関カードではほとんど使用されていない。

## データ構造

### Track 3
第3トラックのデータ構造を以下に記す。
1. 開始符号
2. フォーマットコード (FS)
3. 口座番号（カード番号） (PAN)
4. セパレータ
5. 国コード
6. 通貨
7. キャレンシーエクスポーネント
8. 一定サイクルの限度額
9. 1回あたりの限度額
10. サイクル開始
11. サイクル期間
12. リトライカウント
13. 暗証番号コントロールパラメータ (PINPARM)
14. インターチェンジコントロール
15. 口座種別とサービス規制コード - PAN
16. 口座種別とサービス規制コード - SAN-1
17. 口座種別とサービス規制コード - SAN-2
18. 有効期限
19. カードシーケンス番号
20. カードセキュリティ番号
21. 第1補助口座番号 (SAN-1)
22. セパレータ
23. 第2補助口座番号 (SAN-2)
24. セパレータ
25. リレーマーカー
26. チェックディジット (CCD)
27. 追加データ
28. 終了符号
29. 水平冗長検査文字 (LRC)